# Спарро, Павел Иванович
Па́вел Ива́нович Спарро (1814, Санкт-Петербург — не ранее 1887, неизвестно) — русский архитектор. С 1838 до 1860-х годов — киевский епархиальный архитектор.

## Биография
В 1836 г. окончил Императорскую Академию художеств. В 1837 г. переехал в Киев. С 1838 до 1860-х годов — киевский епархиальный архитектор. В 1860-х годах работал архитектором Киево-Печерской лавры.

## Реализованные проекты
- Четвёртый ярус Софийской колокольни
- Больница в Киево-Печерской лавре, Киев
- Здание по ул. Маложитомирской, 19, Киев
- Дома на ул. Ярославской, 8, Киев
- Дом на ул. Владимирской, 32, Киев
- Здание по ул. Прорезной, 22, Киев
- Дом на ул. Бульварно-Кудрявской, 3, Киев
- Дом на Андреевском спуске, 4, Киев
- Дом на ул. Пушкинской, 10, Киев
- Дом на ул. Терещенковской, 19 — 21, Киев

Семья
сын Ричард Павлович — на 1917 проживал в Москве — коммерции советник, председатель общества изучения болот.Вся Москва за 1917